# 미르코 부치니치
미르코 부치니치(Mиpкo Bучинић, 1983년 10월 1일 ~ )는 몬테네그로의 옛 축구 선수이자, 현역 골프 선수이다. 주 포지션은 윙어 스트라이커였다.

## 클럽 경력
AS 로마에서 146경기 46골을 기록하였다. 이시기 그는 2006-07, 2007-08 코파 이탈리아를 우승하였다.
2011년 이적을 원한 그는 같은 리그의 유벤투스 FC로 이적하였다. 그리고 3시즌간 72경기를 출전하여 11골을 기록하였다.
이후 2014년 7월 4일에 부치니치는 아랍에미리트의 알자지라 클럽으로 이적했다.

## 국가대표 경력
세르비아 몬테네그로 대표로 2006년 FIFA 월드컵 예선에서 벨기에를 상대로 데뷔하였다. 이후 능력을 인정받아 소집 가능성이 높았으나 부상으로 인해 본선 무대를 밟지는 못 했다. 그는 세르비아 몬테네그로 소속으로는 총 3경기를 나왔으나 골은 기록하지 못했다.
몬테네그로와 세르비아로 분리된 이후에는 몬테네그로 축구 국가대표팀을 택해 몬테네그로 대표팀의 주장이 되었다. 또한, 몬테네그로 축구 국가대표팀의 A매치 첫 번째 골을 페널티 킥으로 성공시켰다.

## 수상 경력

### 클럽
로마
- 코파 이탈리아 (2): 2006–07, 2007–08
- 수페르코파 이탈리아나 (1): 2007

유벤투스
- 세리에 A (3): 2011–12, 2012–13, 2013–14
- 수페르코파 이탈리아나 (2) 2012, 2013

### 개인 수상
- 몬테네그로 올해의 축구 선수: 2006, 2007, 2008, 2010, 2011, 2012, 2013[4][5]
- UAE 프로 리그 득점왕: 2014–15[6]